# 武定 (东魏)
武定（543年正月—550年五月）是東魏孝靜帝元善見的第四個年号，由大丞相高歡、相國高澄與高洋總理朝政。歷時7年餘。

## 纪年
| 武定 | 元年  | 二年  | 三年  | 四年  | 五年  | 六年  | 七年  | 八年  |
| ---- | ----- | ----- | ----- | ----- | ----- | ----- | ----- | ----- |
| 公元 | 543年 | 544年 | 545年 | 546年 | 547年 | 548年 | 549年 | 550年 |
| 干支 | 癸亥  | 甲子  | 乙丑  | 丙寅  | 丁卯  | 戊辰  | 己巳  | 庚午  |

## 參看
- 中国年号索引
- 同期存在的其他政权年号
  - 大同（535年正月—546年四月）：南朝梁政權梁武帝萧衍的年号
  - 中大同（546年四月—547年四月）：南朝梁政權梁武帝萧衍的年号
  - 太清（547年四月—549年十二月）：南朝梁政權梁武帝萧衍的年号
  - 大寳（550年正月—551年十二月）：南朝梁政權梁簡文帝萧綱的年号
  - 正平（548年十一月—549年六月）：南朝梁政權臨賀王蕭正德的年号
  - 大統（535年正月—551年十二月）：西魏政权西魏文帝元宝炬年号
  - 乾明：西魏年号
  - 天德（544年—548年）：越南君主李賁的年号
  - 章和：高昌政权麴坚年号
  - 建元（536年—551年）：新羅真興王的年号